# Chiesa di San Pietro (Cornalba)
La chiesa di San Pietro è il principale luogo di culto cattolico di Cornalba, in provincia e diocesi di Bergamo; fa parte del vicariato di Selvino-Serina.

## Storia
La chiesa probabilmente edificata nel XV secolo dipendente da quella dei santi Giacomo e Alessandro di Lepreno venendone smembrata nel 1480 ed elevata canonicamente a parrocchiale. Con l'istituzione dei vicariati foranei nel II sinodo diocesano voluto dal vescovo Federico Corner fu inserita nel vicariato di Serina.
Nel Settecento l'edificio non rispondeva più alle necessità della comunità, fu riedificata nel 1740 con la demolizione della precedente. Nel 1766 pare che un fulmine colpì gravemente la chiesa durante una funzione eucaristica, ma nessuno dei presenti fu gravemente ferito, la chiesa fu restaurata, e ogni anno a memoria dell'evento i parrocchiani celebrano funzioni dopo avere partecipato alla processione lungo le strade del paese.
Con decreto del 27 maggio 1979 del vescovo di Bergamo Giulio Oggioni, la chiesa fu inserita nel vicariato locale di Selvino-Serina.

## Descrizione

### Esterno
L'edificio di culto è preveduto dal sagrato con pavimentazione in ciottolato completo di vialetti in lastre di porfido e definito da un ingresso delimitato da due piloni di pietra, un muretto sul lato sinistro e una barriera ferrea sul lato destro, mentre la parte posteriore dell'edificio ha una pavimentazione a manto erboso. La facciata è anticipata dal porticato con cinque aperture a tutto sesto rette da colonne toscane, e due aperture laterali maggiori che conducono ai passaggi con tre aperture lato.
La facciata è divisa in due ordini, e in quello inferiore centrale vi è il portale d'ingresso in pietra. L'ordine superiore ha un'apertura rettangolare leggermente arcata, atta a illuminare l'aula, e affreschi raffiguranti lesene e ornamenti, e il timpano affrescato. La parte termina con il tetto a due falde.

### Interno
L'interno a unica navata e a pianta rettangolare, presenta sulla controfacciata la tela "Liberazione dal carcere di San Pietro". opera di ignoto. La zona presbiteriale è anticipata dall'arco trionfale e da tre gradini in pietra locale.
La chiesa conserva opere d'arte di pregio. Tra le tele vi è il lavoro di Carlo Ceresa: Le stigmate di san Francesco sulla Verna. La tela, opera giovanile dell'artista, raffigura il santo d'Assisi genuflesso nell'androne buio della Verna. Accanto a lui il teschio quale raffigurazione della morte e la croce della redenzione, unico mezzo per la salvezza dell'uomo.
L'altare maggiore con i putti e altre opere lignee sono di scuola fantoniana. Nella sagrestia è conservata la tela seicentesca Glorificazione del Crocefisso attribuita a Enea Salmeggia. Vi si conserva inoltre il dipinto Cristo tra i dodici apostoli parte del Polittico di Cornalba perduto a causa di un incendio e opera di Cristoforo Caselli.